# Spathiphyllum perezii
Spathiphyllum perezii är en kallaväxtart som beskrevs av George Sydney Bunting. Spathiphyllum perezii ingår i släktet Spathiphyllum och familjen kallaväxter. Inga underarter finns listade.